# شب قدر
شب قدر (عربی: لیلة القدر، به معنای شب سرنوشت) نام شبی است که در قرآن، به خصوص سوره قدر، از آن نام برده شده است. اغلب مسلمانان اعتقاد دارند قرآن برای اولین بار در شب قدر از سوی خدا بر محمد نازل شد. اسلام‌شناسان نظرات متفاوتی دربارهٔ معنای شب قدر در قرآن ابراز کرده‌اند؛ از جمله اینکه سوره قدر ریشه در یکی از اشعار افرایم سوری دارد و منظور از شب قدر، تولد عیسی است.
در اعتقادات مسلمانان، شب قدر در طول ماه رمضان (ماه نهم) واقع می‌شود. نه قرآن و نه احادیث جمع‌آوری‌شده از محمد روز دقیقی که شب قدر باید بزرگداشت شود را آشکار نمی‌کنند. طبق بسیاری از منابع مسلمان، و روایات این شب را به عنوان یکی از شب‌های با شماره فرد از ثلث پایانی رمضان شناخته‌اند. مسلمانان مخصوصاً ده شب آخر ماه رمضان را مبارک می‌دانند. مسلمانان معتقدند که شب قدر با نعمت و رحمت فراوان خدا فرا می‌رسد، گناهان آمرزیده می‌شود، دعاها پذیرفته می‌شوند و این فرمان سالانه برای فرشتگان است که آن را طبق نقشه خدا انجام می‌دهند، آشکار می‌شود.

## در قرآن
در قرآن دربارهٔ شب قدر ۱ تا ۵ آمده است:
به راستی که ما آن را در شب قدر فرو فرستادیم؛ و چه تو را به شب قدر آگاه تواند کرد. شب قدر از هزار ماه برتر است. در این شب فرشتگان و روح به اذن پروردگارشان از هر امر فرود می‌آیند. این شب تا صبحگاه «سلام» است.
و نیز در سوره دخان آیات ۱ تا ۶ آمده است:
سوگند به کتاب روشنگر. به راستی ما آن را در شبی مبارک فرو فرستادیم زیرا که به حقیقت هشداردهنده بودیم. در آن شبی که هر امری با حکمت معین و ممتاز و جدا می‌گردد. تعیین آن امر البته از سوی ما خواهد بود، که ما رسولان را فرستنده بودیم؛ و این البته از رحمت و مهربانی پروردگار توست، به راستی او شنونده داناست.

شب قدر را بعضی «منزلت» دانسته‌اند و بعضی دیگر آن را به معنی «تنگی و گرفتاری» دانسته‌اند. برخی نیز قدر را اندازه‌گیری و تقدیر امور معنی کرده‌اند و برخی بخاطر قدر دانی از خداوند است.

در پاسخ این سؤال، که چرا این شب، شب قدر نامیده شده، سخن بسیار گفته‌اند از جمله این که:شب قدر به این جهت «قدر» نامیده شده است که جمیع مقدرات بندگان در تمام سال در آن شب تعیین می‌شود، شاهد این معنی در آیات ۳ و ۴ سوره «دخان» است که این بیان،هماهنگ با روایات متعددی است که می‌گوید: در آن شب، مقدرات یک سال انسان تعیین می‌گردد، و ارزاق و سرآمد عمرها، و امور دیگر، در آن لیله مبارکه، تفریق و تبیین می‌شود.

البته، این امر هیچ‌گونه تضادی با آزادی اراده انسان و مسئله اختیار ندارد، چرا که تقدیر الهی به وسیله فرشتگان بر طبق شایستگی‌ها و لیاقت‌های افراد، و میزان ایمان، تقوا، پاکی نیت و اعمال آن‌ها است؛ یعنی: برای هر کس آن مقدر می‌کنند که لایق آن است، یا به تعبیر دیگر: زمینه‌هایش از ناحیه خود او فراهم شده، و این نه تنها منافاتی با اختیار ندارد، که تأکیدی بر آن است.

آن شب را از این جهت شب قدر نامیده‌اند که: دارای قدر و شرافت عظیمی است، به خاطر آن است که، قرآن با تمام قدر و منزلتش بر رسول والا قدر، و به وسیله فرشته صاحب قدر نازل گردید.

سابقاً، قرآن‌شناسان دیدگاه روایی اسلامی دربارهٔ ارتباط محتوای این سوره به نزول قرآن در یک شب بر محمد را پذیرفته بودند اما این ارتباط در تحقیقات جدیدتر زیر سؤال رفته است. مطابق یک نظر، منبع این سوره یکی از اشعار افرایم سوری دربارهٔ تولد عیسی است و مطالعه لغات مورد استفاده در آن (مثل «شب قدر/سرنوشت») نشان می‌دهد که با عبادات مسیحی مرتبط است. شعر افرایم سوری چنین است:
این شب‌زنده‌داری را همچون جشنی معمولی تصور نکنید
این جشنی است که ارزشش از صد جشن بیشتر است
فرشتگان مقرب و دیگر فرشتگان در آن روز پایین آمدند
تا حمد (گلوریا) تازه‌ای بخوانند (اشاره به بشارت به شبان‌ها)
منظور از پایین آمدن در واقع فرود عیسی از آسمان به زمین است، نه قرآن. لالینگ، شومیکر و گیوم دی از این نظریه پشتیبانی می‌کنند و امیرمعزی نیز آن را قابل قبول می‌یابد. البته افرادی مثل کوپرز هم این سوره را با دو متن یهودی (کتاب خرد و عهد دوازده شه‌پدر) شبیه می‌دانند.

اهل سنت اعتقاد دارند که طبق حدیث نبوی شب قدر در یکی از ده شب آخر ماه رمضان واقع شده است. اغلب شب بیست و هفتم را شب قدر می‌دانند و در آن شب به دعا و شب‌زنده‌داری می‌پردازند.به باور غزالی یکی از شب های فرد دهه آخر رمضان احتمالا شب قدر است..
مسلمانان سلفی اعتقاد دارند که در شب قدر در تمام روزگار همان شبی بود که قرآن در آن نازل گردید و دیگر تکرار نمی‌شود. برخی نیز اظهار داشته‌اند که تا زمان زندگی محمد شب قدر در هر سال تکرار می‌شد اما پس از ارتحال محمد، شب قدر از بین رفته است. برخی نیز معتقد بوده‌اند که شب قدر شبی‌است در تمام سال ولی در هر سال شب نامعلومی است، در سال بعثت در ماه رمضان بوده اما در سال‌های دیگر ممکن است در دیگر ماه‌ها باشد. مسلمانان اهل سنت در سراسر جهان به اعتکاف و احیای این شب‌ها می‌پردازند. آنان در این شب‌ها به خواندن قرآن، ادای صلاه تسبیح، ذکر و دعا می‌پردازند.

بر اساس حدیث شیعه که از حماد بن عثمان که وی از حسان بن علی از پیشوا ششم شیعیان پیشوا جعفر صادق نقل شده است؛ شب قدر تا قیامت باقی است و در ماه رمضان واقع است. در روایات شیعه آمده است که قدر یکی از سه شب ۱۹، ۲۱ یا ۲۳ در ماه رمضان است که احتمال شب بیست‌وسوم بیش‌تر است. در اصول کافی نیز آمده است که تقدیر در شب نوزدهم و ابرام در شب بیست و یکم و امضا در شب بیست و سوم است.

با توجه به این که شب قدر به خاطر اختلاف ساعات در مناطق مختلف کره زمین مختلف می‌شود برخی مفسرین آن را به عنوان یک بار چرخش کامل ناحیه تاریک زمین در سطح آن می‌دانند که طی آن هر بخش تاریک وارد شب قدر خودش می‌شود. از پیامبر اسلام نقل است که هوای شب قدر معتدل است و خورشید در صبح آن طلوع می‌کند، بدون شعاع و نور اما به نظر طباطبایی این نشانه‌ها نه دائمی است و نه اکثری.

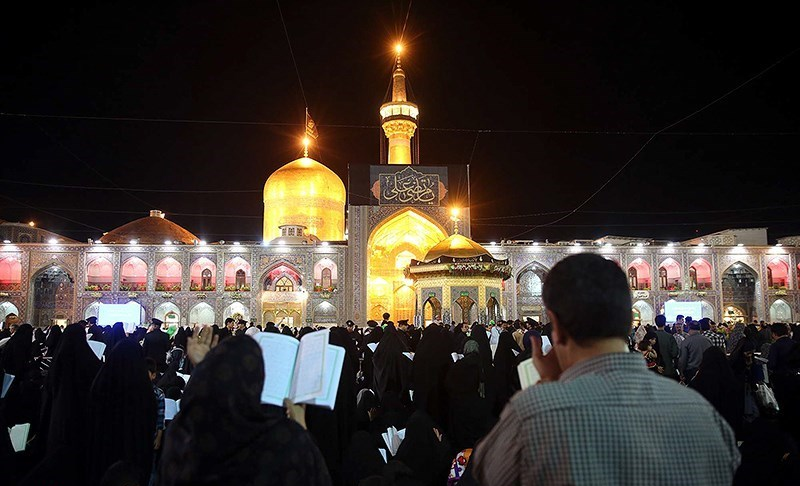
شب قدر در حرم رضوی
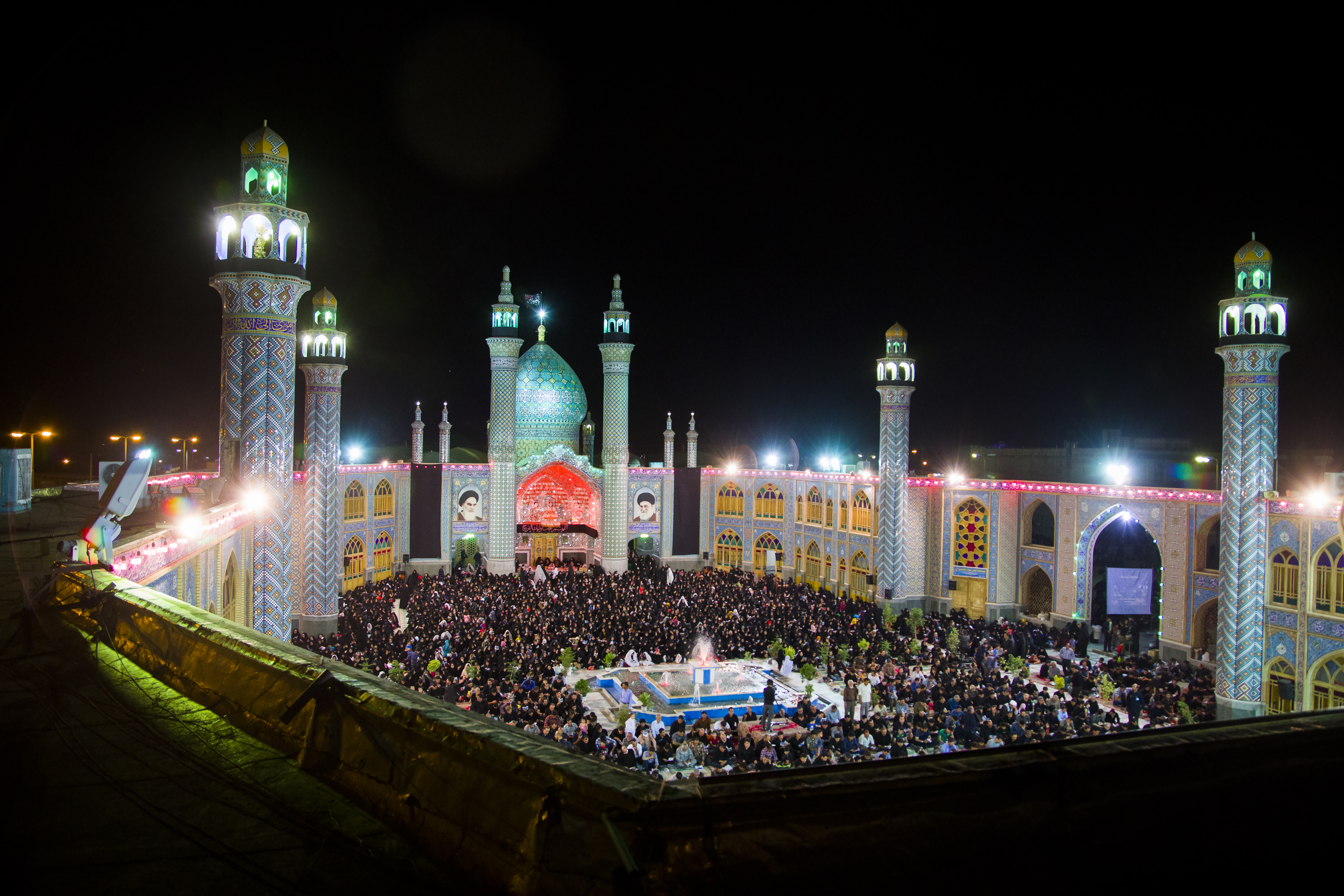
مراسم شب قدر در امامزاده هلال ابن علی آران و بیدگل
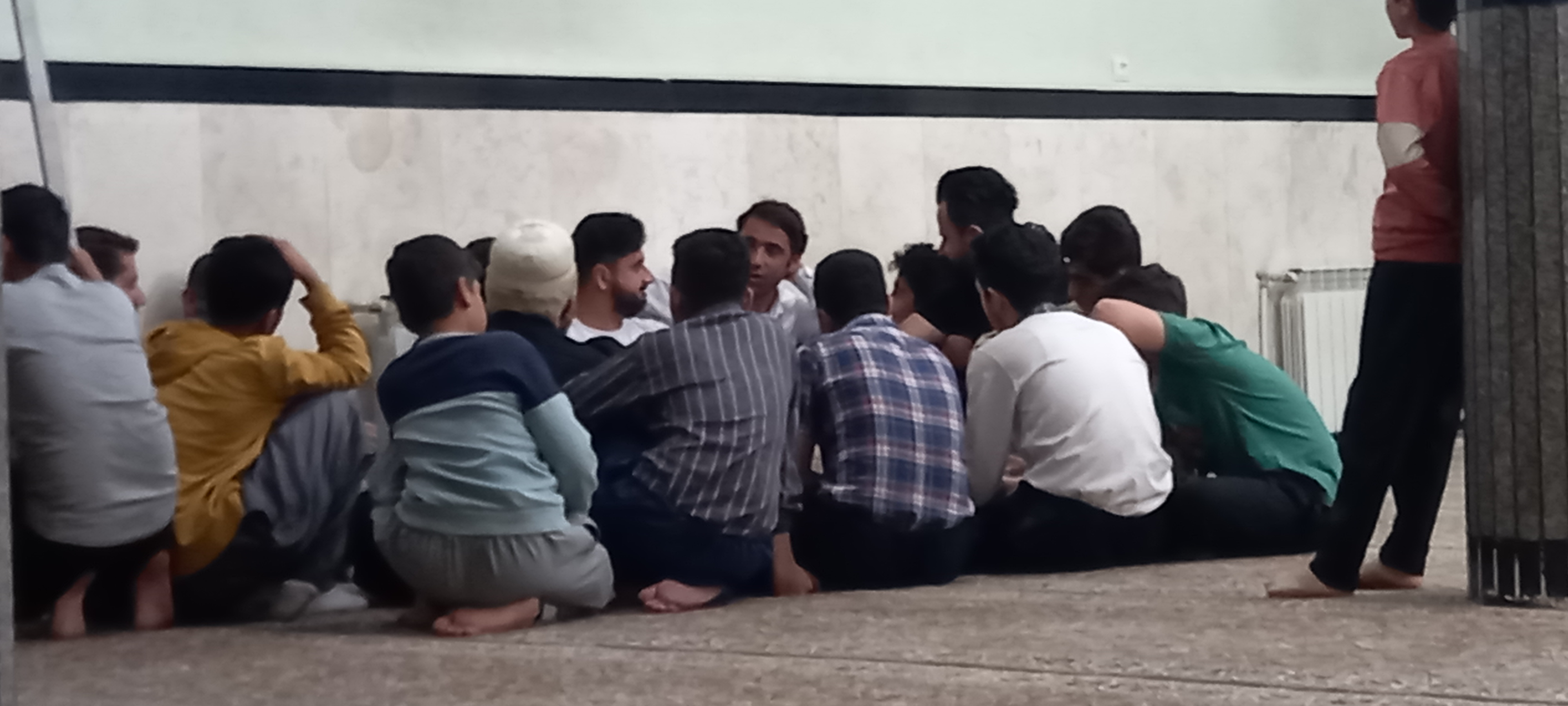
مراسم شب قدر در مساجد اهل سنت تازه آباد سریاس

- فهرست اصطلاحات اسلام
- گاه‌شماری هجری قمری

1. 
2. 
3. 
4. 
5. 

1. 
2. 
3. 
4. 
5. 
6. 
7. 
8. 
9. 
10. 
11. 
12. 
13. 
14. 
15. 
16. 
17. 
18. 
19. 
20. 
21. 
22. 
23. 
24. 
25. 
26. 
27. 
28. 
29. 
30. 
31. 
32. 
33. 
34. 
35. 
36. 

- عباس قمی، مفاتیح الجنان
- عبدالرحمن بن ناصر السعدی، حصن‌التوحید، ترجمهٔ اسحاق بن عبدالله دبیری عوضی (ویراست عبدالله حکمی)، مکه: دارالقاسم
- ابوحامد محمد غزالی، اسرارالصیام، بیروت: مشکوة
- حسن‌بن فضل طبرسی (۱۳۴۸)، مجمع‌البیان، ترجمهٔ احمد بهشتی، تهران: فراهانی
- محمد بن یعقوب کلینی (۱۴۱۳)، اصول الکافی، دارالأضواء

1. ↑  فارس نیوز- بزرگانی که مناجات‌خوانی را در کشور ریل‌گذاری کردند

### وحی بر محمد

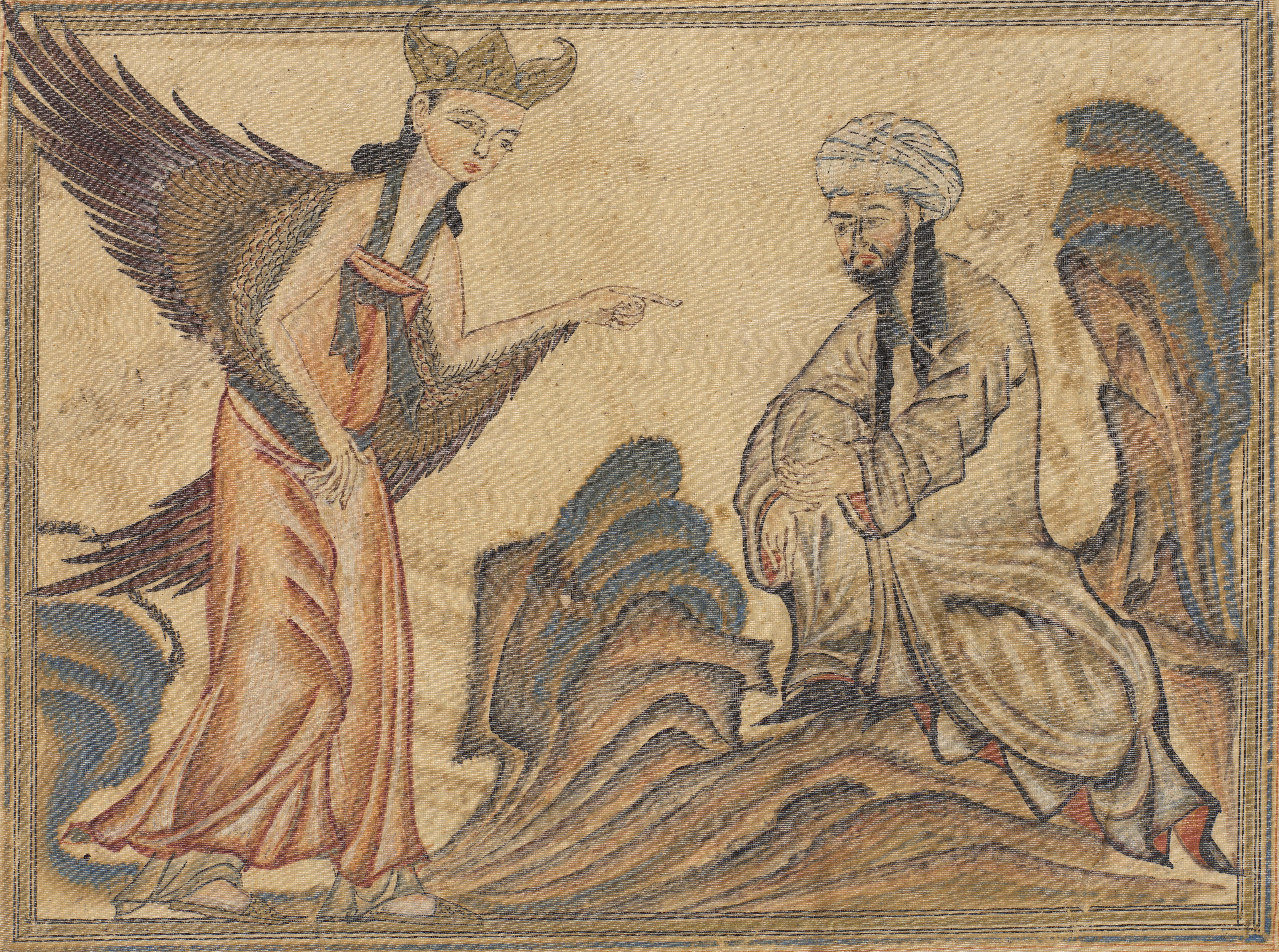
اولین وحی محمد در مینیاتوری از جامع‌التواریخ. تهیه شده در تبریز در دورهٔ حکومت مغولان. اکنون در کتابخانه دانشگاه ادینبورگ اسکاتلند